# Bener Baru
Bener Baru is een bestuurslaag in het regentschap Gayo Lues van de provincie Atjeh, Indonesië. Bener Baru telt 654 inwoners (volkstelling 2010).